# Livio La Padula
Livio La Padula, né le 20 novembre 1985 à Vico Equense, est un rameur italien, champion du monde à trois reprises.